# زیروبیس‌وان
زیروبیس‌وان (انگلیسی: Zerobaseone; کره‌ای: 제로베이스원; لاتین‌نویسی اصلاح‌شده: Jerobeiseuwon)، به اختصار زی‌بی‌وان (انگلیسی: ZB1)، گروه پسرانهٔ اهل کره جنوبی شکل گرفته از طریق برنامه واقع‌نمای رقابتی شبکه ام‌نت به نام بویز پلنت در سال ۲۰۲۳ است. این گروه توسط ویک وان انترتینمنت مدیریت می‌شود و متشکل از نه عضو است: کیم جی وونگ، ژانگ هائو، سونگ هان بین، سوک متیو، کیم ته ره، ریکی، کیم گیووین، پارک گان ووک و هان یو جین. زیروبیس‌وان در ۱۰ ژوئیه ۲۰۲۳ فعالیت خود را آغاز کرد و به مدت ۲ سال و ۶ ماه فعال خواهد بود.

## اعضا
- کیم جی وونگ (김지웅)
- ژانگ هائو (章昊; 장하오) – سنتر
- سونگ هان بین (성한빈) – لیدر[۳]
- سوک متیو (석매튜)
- کیم ته ره (김태래)
- ریکی (沈泉锐; 리키)
- کیم گیو بین (김규빈)
- پارک گون ووک (박건욱)
- هان یو جین (한유진)

## فیلم‌شناسی

### برنامه تلویزیونی
| سال  | عنوان     | توضیحات                                    | منابع |
| ---- | --------- | ------------------------------------------ | ----- |
| ۲۰۲۳ | بویز پلنت | برنامه واقع‌نما برای تعیین اعضای زیروبیس‌وان | [ ۴ ] |